# Белоглазов-Лыков, Григорий Борисович
Григо́рий Бори́сович Белогла́зов-Лы́ков (1610-е — до 1667) — князь из рода Лыковых-Оболенских, стольник (1640—1658).
Сын князя Бориса Ивановича Белоглазова-Лыкова и княгини Пелагеи (умерла после 1627 года); внук князя Ивана Ивановича Белоглазова Лыкова-Оболенского. Упоминается в Боярских списках 1639 и 1643 годов.
Московский дворянин (1658), стольник (1636, 1652), патриарший стольник (1627, 1632).
15 января 1652 года во время путешествия царя в Звенигород, к обретению мощей Саввы Чудотворца, сопровождал царицу Марию Ильиничну.

## Семья
- Жена — княгиня Евдокия[1].
- Дочь — княжна Мария[7].
- Сын — князь Иван Григорьевич (ум. 1688), стольник (1673—1686). Последний в роду. Имения его перешли к вдове — княгине Евдокии Васильевне (ур. кжн. Приимковой-Ростовской)[7].

## Владения
Вотчины в Клинском, Вологодском и Оболенском уездах. В Оболенском уезде — село Ивановское, пустошь Стехино.